# Albrecht Lempp

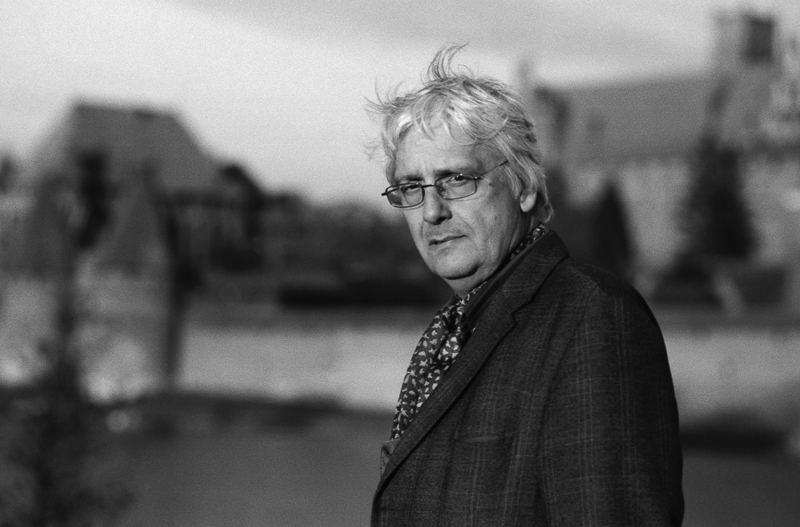
Albrecht Lempp (fot. Elżbieta Lempp)

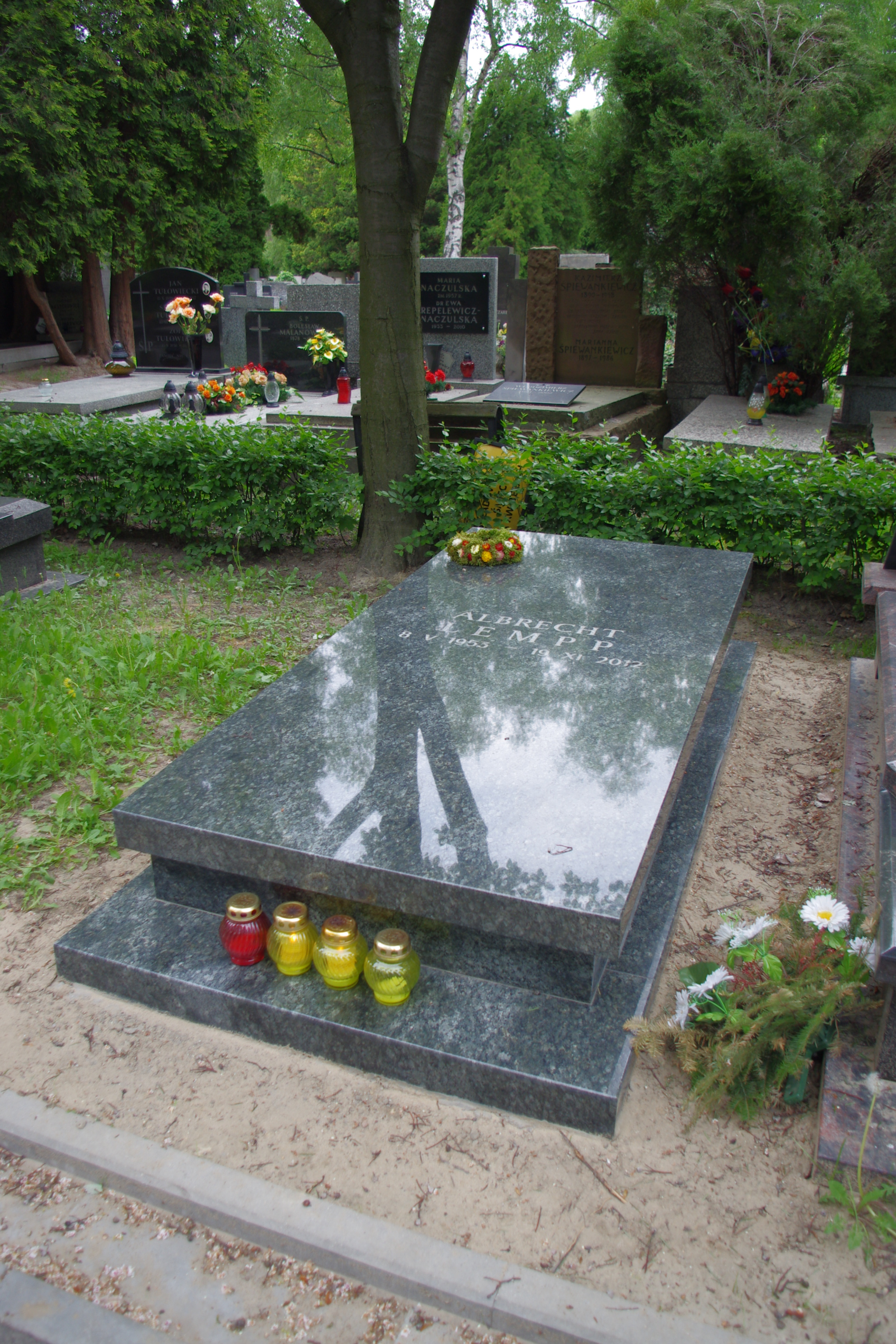
Grób dr. Albrechta Lemppa (1953–2012) na Wojskowych Powązkach w Warszawie

Albrecht Lempp (ur. 8 maja 1953 w Stuttgarcie, zm. 19 listopada 2012 w Warszawie) – doktor nauk humanistycznych, slawista, menadżer kultury i tłumacz literatury polskiej na język niemiecki.
Zasiadał w radzie Fundacji Kultury Haus Europa, był członkiem rzeczywistym Stowarzyszenia Willa Decjusza. Pracował w Deutsches Polen-Institut w Darmstadt, był wicedyrektorem w Instytucie Adama Mickiewicza. Od 2003 był członkiem zarządu i dyrektorem Fundacji Współpracy Polsko-Niemieckiej.
W 2000 roku na zlecenie Ministerstwa Kultury i Dziedzictwa Narodowego – jako szef Zespołu Literackiego „polska2000” – przygotował program literacki polskiej prezentacji na Targi Książki we Frankfurcie, podczas których Polska była gościem honorowym. Albrecht Lempp wprowadził na targach frankfurckich znak towarowy „copyright Poland”, który na całym świecie funkcjonuje jako znak książki z Polski. Utworzono także regularnie uaktualnianą bazę danych o współczesnej literaturze polskiej w internecie, powielaną przez wiele krajów, służącą wydawcom i organizatorom festiwali literackich. W trakcie prac nad prezentacją we Frankfurcie powstał także pomysł programu translatorskiego, w ramach którego Polska za publiczne pieniądze wspiera koszty tłumaczenia swojej literatury na wszystkie języki. W czerwcu 2007 otrzymał nagrodę „Transatlantyk” przyznawaną przez Instytut Książki za zasługi na rzecz promocji literatury polskiej za granicą.
Zasłabł podczas konferencji „Więcej Europy” w Warszawie, zmarł w domu na zawał serca w otoczeniu rodziny. 26 listopada 2012 został pochowany na warszawskich Powązkach Wojskowych. Urna z prochami została złożona do grobu w Alei Zasłużonych (kwatera A30-tuje-23).

## Wybrane przekłady
- Janusz Głowacki – Ostatni cieć
- Stanisław Lem – Tajemnica chińskiego pokoju
- Maria Nurowska – m.in. Hiszpańskie oczy
- Jerzy Pilch – m.in. Inne rozkosze
- Andrzej Bart – Fabryka muchołapek